# Emilia Chopin

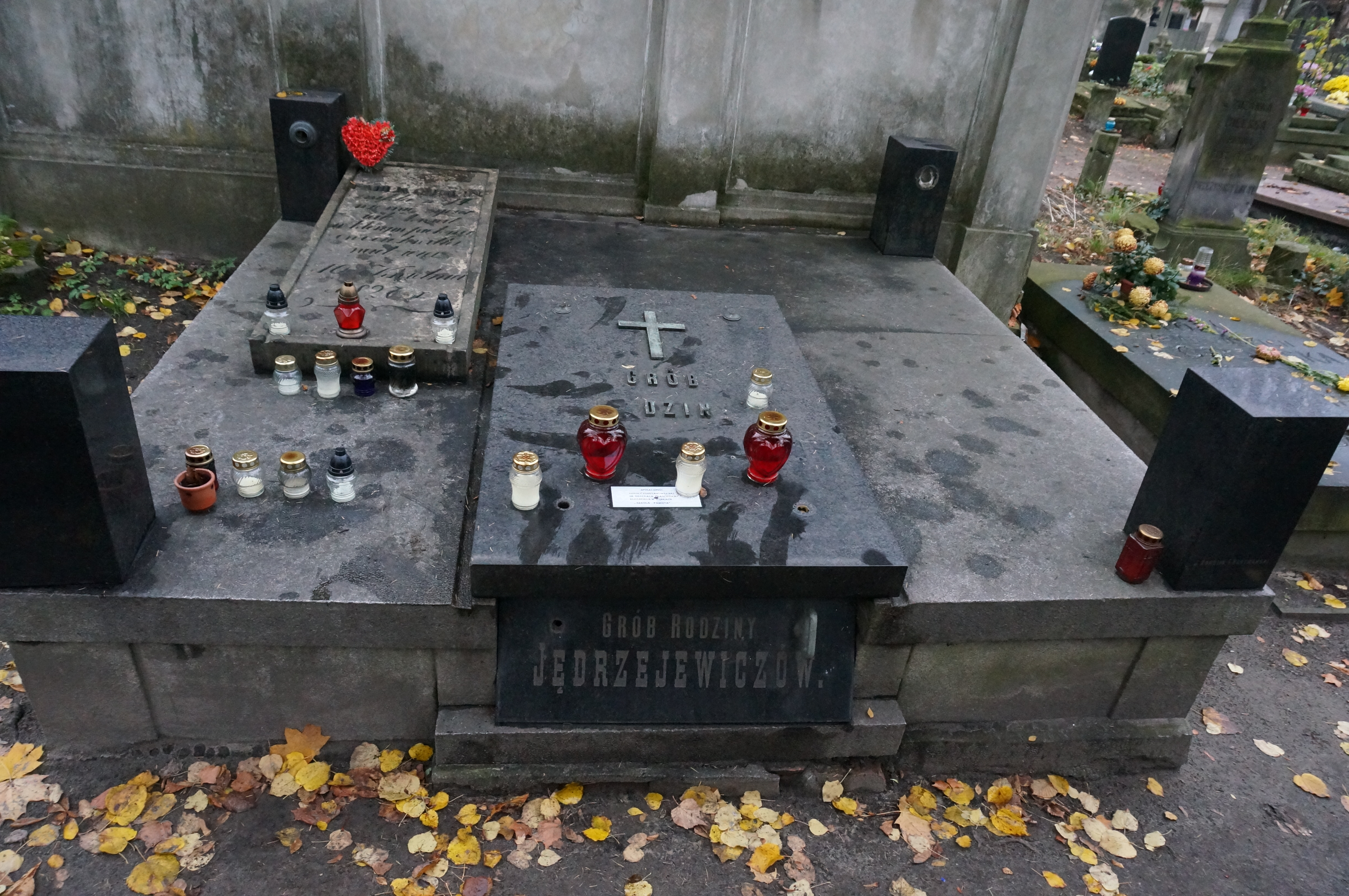
Grób Emilii Chopin na cmentarzu Powązkowskim

Emilia Chopin (ur. 9 listopada 1812, zm. 10 kwietnia 1827) – siostra Fryderyka Chopina. Od wczesnych lat przejawiała umiejętności artystyczne i literackie. W 1824 roku ułożyła okolicznościowe wiersze na imieniny ojca, Mikołaja Chopina. W 1826 przebywała na leczeniu w Dusznikach-Zdroju. Zmarła 10 kwietnia 1827. Jest pochowana w grobowcu rodzinnym na Powązkach (kwatera 175-2-6/7).